# Italochrysa rufostigma
Italochrysa rufostigma is een insect uit de familie van de gaasvliegen (Chrysopidae), die tot de orde netvleugeligen (Neuroptera) behoort. 
Italochrysa rufostigma is voor het eerst wetenschappelijk beschreven door McLachlan in 1867.